# Giólou
Giólou (grec moderne : Γιόλου) est un village chypriote situé dans le district de Paphos et comptant plus de 762 habitants.